# Luger Selbstlader Model 06
Le Luger Selbstlader Model 06 est un fusil semi-automatique expérimental développé par Georg Luger en 1906. Il visait à adapter le mécanisme à genouillère du célèbre Luger P08 sur un fusil d’infanterie.

## Histoire
À partir du mécanisme de rechargement automatique à genouillère du pistolet P08, lui-même inspiré du Borchardt C-93, Georg Luger a entrepris d’adapter le système sur un fusil d’infanterie, protégé par un brevet déposé 1906 en Angleterre (car il visait un marché international).
Le fusil n’a pas dépassé le stade des quelques exemplaires produits. Le mécanisme était déjà compliqué à produire pour le pistolet P08 et l’idée d’un fusil à chargement automatique commençait tout juste à faire son chemin. Un des seuls exemplaires connus, le no 4, a été vendu aux enchères. 

## Caractéristiques

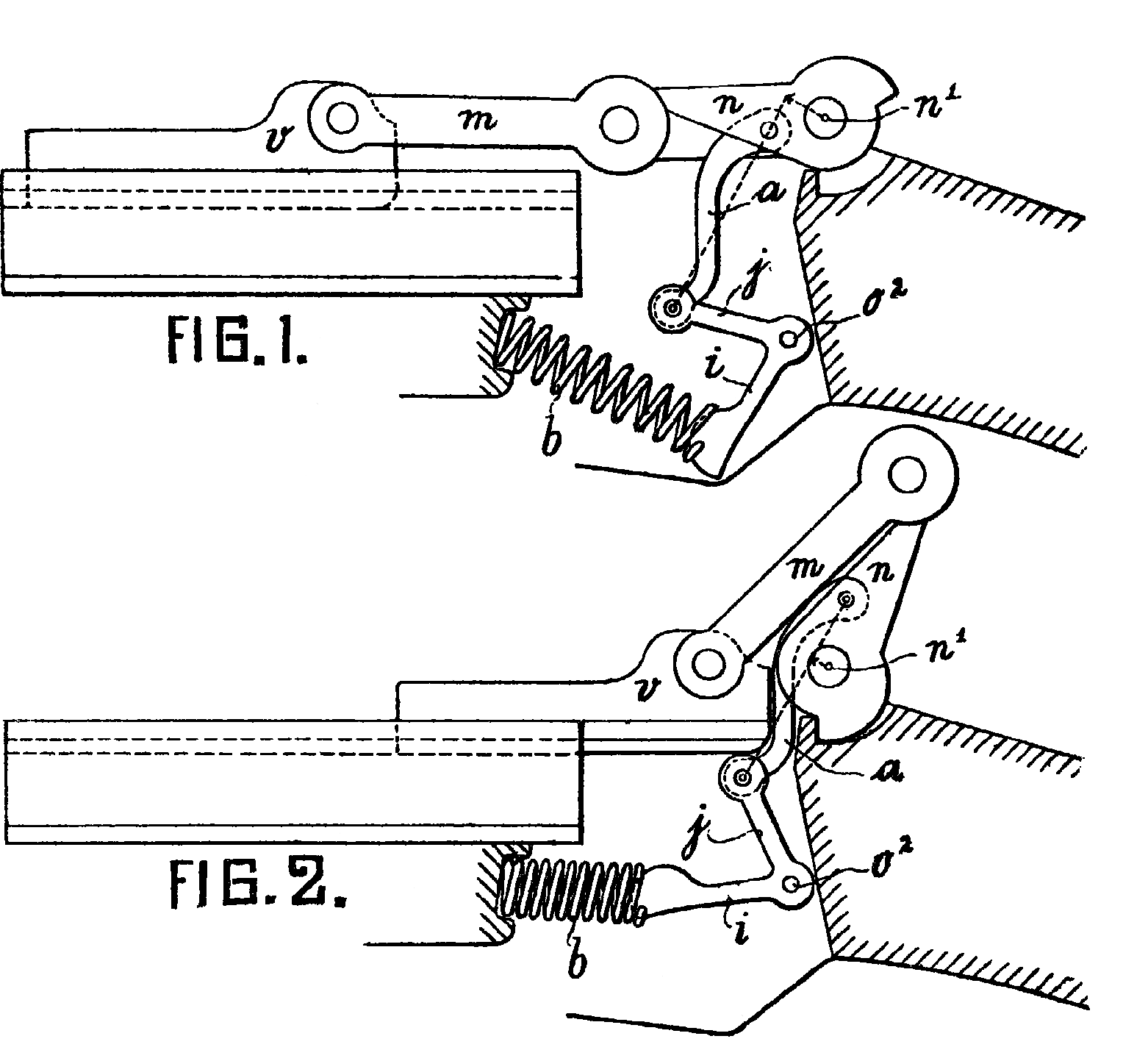
Détail du mécanisme, issu de la demande de brevet.

L’arme présente une grande ressemblance avec la Karabiner 98k de l’armée allemande. Le mécanisme visible dans le brevet est une amélioration de celui du P08 : il augmente la pression du ressort sur la genouillère, permettant un meilleur mouvement du mécanisme et d’éviter l’enraiement.